# Dampniat
Dampniat (okzitanisch Dampnhac) ist eine französische Gemeinde im Département Corrèze am westlichen Rand des Zentralmassivs. Die Gemeinde ist Mitglied des Gemeindeverbandes Communauté d’agglomération du Bassin de Brive. Die Einwohner nennen sich Dampniacois(es).

## Geografie
Tulle, die Präfektur des Départements, liegt ungefähr 20 Kilometer nordöstlich, Brive-la-Gaillarde etwa 10 Kilometer westlich und Beaulieu-sur-Dordogne rund 33 Kilometer südöstlich von Dampniat. Der Zufluss der Roanne, ein Nebenfluss der Corrèze, Coiroux und eben die Roanne selbst durchziehen das Gemeindegebiet. Ferner säumt die Loyre, ein linker Nebenfluss der Corrèze, das Gebiet im Süden.

### Nachbargemeinden
Nachbargemeinden von Dampniat sind Saint-Hilaire-Peyroux im Norden, Aubazines im Nordosten, Palazinges im Osten, Albignac im Südosten, Lanteuil, La Chapelle-aux-Brocs und Lagleygeolle im Süden, Lanteuil und Albignac im Westen und Cosnac im Süden und Malemort-sur-Corrèze im Nordwesten.

### Verkehr
Die Anschlussstelle 49 zur Autoroute A20 liegt etwa 14 Kilometer nordwestlich.

## Geschichte
Im 12. Jahrhundert besaß die Gemeinde ein Frauenkloster, das zum Kloster Obazine gehörte. Die Kirchengemeinde selbst wurde im 14. Jahrhundert in die Propstei von Brive eingegliedert.

### Gare d’Aubazine
Der kleine Ort Gare d’Aubazine, auf dem Gemeindegebiet von Saint-Hilaire-Peyroux gelegen, ist ein integraler Bestandteil der Geschichte von Aubazines und Dampniat, weit mehr als der von Saint-Hilaire, sollte dieser Bahnhof doch zuerst Gare de Dampniat heißen. Doch dieser Ort war vollkommen unbekannt und darüber hinaus auch schwer zu buchstabieren, Saint-Hilaire war zu weit entfernt.
Aubazine, dieser Name verbindet acht Jahrhunderte Geschichte mit einem großen touristischen Renommée: eine beachtenswerte Kirche, zwei Klöster und über wilde Schluchten hängende Kanäle sowie markante Felsformationen und Megalith-Bauwerke. Ab 1932 wurde die Eisenbahn im Nahverkehr durch einen Bus ersetzt, doch der Ort entwickelte sich weiterhin positiv.

### Wappen
Blasonierung: Auf Schwarz ein Berg aus zehn goldenen Gipfeln und im heraldisch rechten Obereck auf Gold sechs rote Schrägbalken.

## Bevölkerungsentwicklung
| Jahr      | 1962 | 1968 | 1975 | 1982 | 1990 | 1999 | 2007 | 2018 |
| --------- | ---- | ---- | ---- | ---- | ---- | ---- | ---- | ---- |
| Einwohner | 599  | 608  | 598  | 546  | 569  | 581  | 648  | 711  |

## Sehenswürdigkeiten
Die Kirche Saint-Pardoux, ein Sakralbau aus dem 13. und 15. Jahrhundert, ist seit dem 9. Februar 1927 als Monument historique klassifiziert.